# Kahina Takenint
Kahina Takenint, née le 21 mai 1991 à Maubeuge, est une footballeuse internationale algérienne évoluant au poste de gardien de but.

## Biographie

### Carrière en club
Kahina Takenint évolue à l'Association sportive de la Sûreté nationale en Algérie.

### Carrière internationale
Avec l'équipe d'Algérie, Kahina Takenint participe au Championnat d'Afrique féminin de football 2014 en Namibie, comptant trois titularisations, et à la Coupe d'Afrique des nations 2018 au Ghana, jouant aussi trois matchs; l'Algérie termine à chaque fois dernière de sa poule.